# Feuerwehraufzug

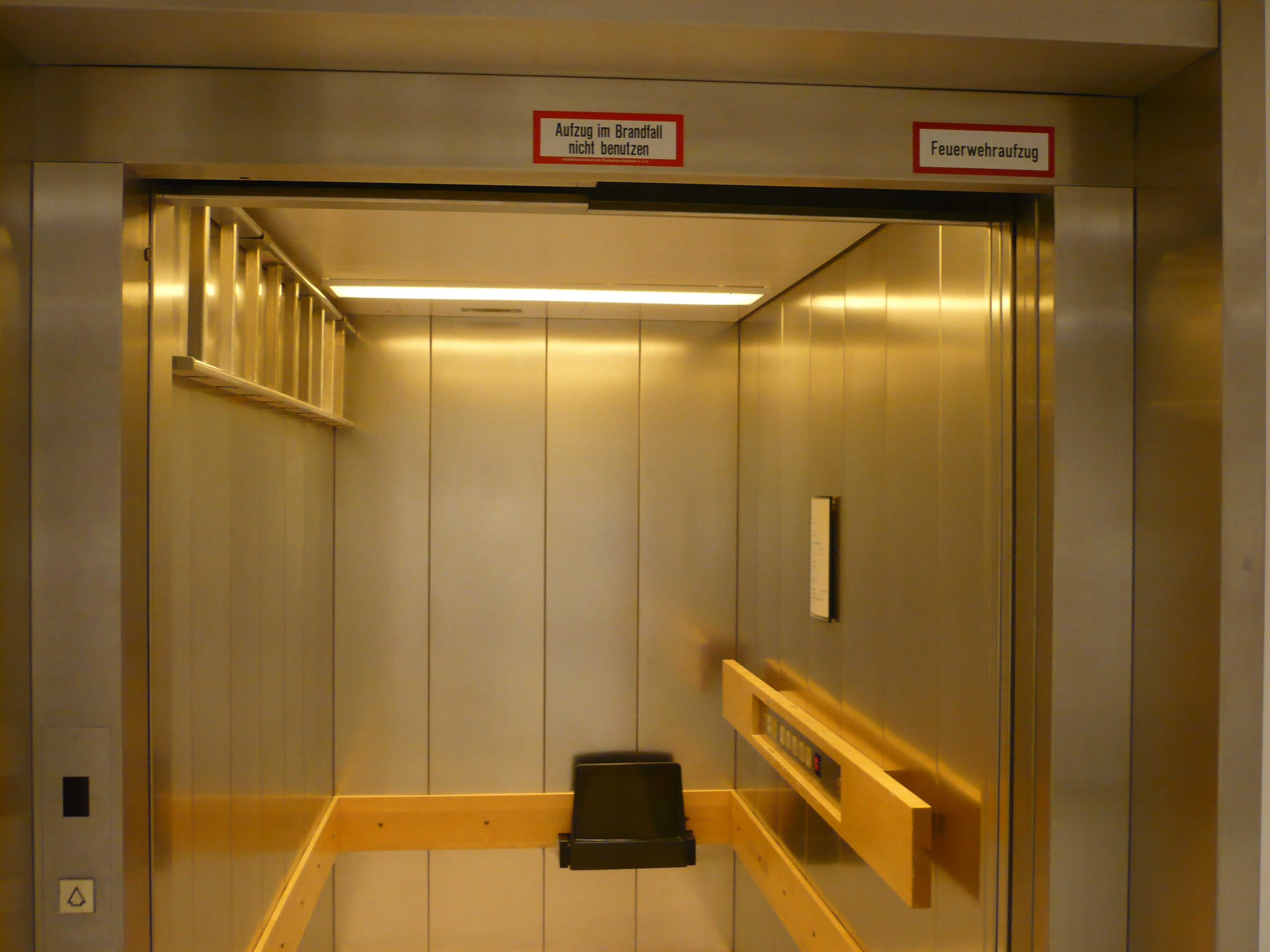
Ein Feuerwehraufzug. Links ist eine Leiter montiert, in der Ecke hinten links ist die Deckenluke zu erkennen.

Feuerwehraufzüge sind besonders abgesicherte Aufzüge, die der Feuerwehr im Brandfall ein Erreichen der Brandetage ermöglichen. Sie dienen der Menschenrettung und dem Geräte- und Materialtransport für die Feuerwehr.
Reguläre Aufzüge sollen im Brandfall nicht benutzt werden, da ihre Sicherheitseinrichtungen im Brandfall z. B. dazu führen können, dass der Aufzug mit offenen Türen in einem verrauchten Geschoss stehen bleibt. Sie werden daher nach Möglichkeit so programmiert, dass sie im Brandfall nur noch eine Fahrt in die Feuerwehrzugangsebene oder das nächstmögliche rauchfreie Geschoss ausführen und dann stillgelegt werden. Feuerwehraufzüge werden daher besonders abgesichert. Der besonders abgesicherte Feuerwehrbetrieb kann durch die Feuerwehr aktiviert werden.

## Rechtliche Grundlagen in Deutschland

Kennzeichnung eines Feuerwehraufzugs gemäß ISO 7010

### Erfordernis von Feuerwehraufzügen
Die Notwendigkeit eines Feuerwehraufzuges wird über die Muster-Hochhaus-Richtlinie bzw. die eingeführten Sonderbauverordnungen der Länder geregelt. Eine bundeseinheitliche Regelung existiert nicht.
Die Muster-Hochhaus-Richtlinie sowie die Sonderbauverordnung NRW fordern Feuerwehraufzüge grundsätzlich ab der Hochhausgrenze von 22 m über Erdgleiche (Höhe Fußboden zumindest eines Aufenthaltsraumes). Grundlegende Anforderungen an Feuerwehraufzüge werden in EN 81-72, für Altanlagen in TRA 200, geregelt.

### Wartung und Prüfung von Feuerwehraufzügen
Für die erstmalige und wiederkehrende Prüfung der vorhandenen Aufzüge gab es vor 2015 nur in wenigen deutschen Großstädten (z. B. Düsseldorf, Frankfurt am Main, Hamburg) spezifische, nur teilweise deckungsgleiche Vorgaben der lokalen Feuerwehren.
Mit Inkrafttreten der Betriebssicherheitsverordnung (BetrSichV) am 1. Juni 2015 wurde die Prüfung des Feuerwehraufzugsbetriebes durch Zugelassene Überwachungsstellen (ZÜS) erstmals und grundsätzlich geregelt. Die Prüfung ist vor der erstmaligen Inbetriebnahme, nach prüfpflichtigen Änderungen und wiederkehrend nach längstens zwei Jahren (Hauptprüfung) durchzuführen.

Insbesondere ist bei der Prüfung der nachfolgende Gesetzestext zu beachten, so dass nicht nur die Aufzugsanlage für sich überprüft wird, sondern auch das Zusammenspiel aller für den sicherheitstechnischen Betrieb der Aufzugsanlage zugehörigen anderen erforderlichen sicherheitstechnischen Einrichtungen:
„Zur Prüfung gehören auch alle aufzugsexternen Sicherheitseinrichtungen, die für die sichere Verwendung der Aufzugsanlage erforderlich sind, wie Überdrucklüftungsanlage oder Notstromversorgung von Feuerwehraufzügen. Bei den Prüfungen nach diesem Abschnitt sollen gleichwertige Ergebnisse von Prüfungen nach anderen Rechtsvorschriften des Bundes und der Länder berücksichtigt werden.“
Vertreter von Berufsfeuerwehren, Aufzugsherstellern, Prüforganisationen und Betreibern haben im Verein Deutscher Ingenieure e. V. die Richtlinie VDI 3809 Blatt 2 für die „Prüfung gebäudetechnischer Anlagen – Feuerwehraufzüge“ erarbeitet. Die Richtlinie enthält als wichtigstes Element Checklisten für die Prüfung von Feuerwehraufzügen. Neben einer Ordnungsprüfung findet eine detaillierte technische Prüfung der baulichen, aufzugsseitigen, steuerungs- und kommunikationstechnischen Anforderungen und der Kennzeichnung des Aufzugs statt. Da die Prüfung auch das Verhalten des Feuerwehraufzugs bei Stromausfall betrifft, ist im Rahmen des Prüfablaufs eine Stromabschaltung im Gebäude erforderlich. Eine solche Abschaltung ist in bestimmten Gebäuden, insbesondere Krankenhäusern, mit erheblichem organisatorischen Aufwand verbunden. Die Checklisten für die Prüfung wurden daher so strukturiert, dass möglichst nur eine Abschaltung erforderlich ist. Weiterhin sind Prüfpunkte nach Möglichkeit nach räumlicher Nähe angeordnet, sodass Wegezeiten im Rahmen der Prüfung minimiert werden.

### Regionale Besonderheiten

#### Nordrhein-Westfalen
In NRW gibt es baurechtliche Erleichterungen, so dass dann ein Feuerwehraufzug erst ab 30 m gefordert werden kann. In diesen Regelungen werden auch zusätzlich zu den o. g. Normvorgaben zur Rettung im Notfall eine durchgehende Schachtleiter im Feuerwehraufzugschacht und ein Sichtfenster in den Fahrschachttüren gefordert.

#### Düsseldorf
Wie ein Feuerwehraufzug im Detail auszuführen ist und warum Vorgaben der DIN EN 81/72 zum Teil für Feuerwehrleute gefährlich werden könnten und wie ein Feuerwehraufzugbetrieb trotz fehlender konkreter Vorgaben von Bund und Ländern zu prüfen ist, hat die Feuerwehr Düsseldorf im Detail geregelt.
Die Ausführungskriterien für den Bau und Betrieb von Feuerwehraufzügen im Stadtgebiet Düsseldorf spiegeln die Erfahrung aus mehr als 25 Jahren Betrieb von Feuerwehraufzügen wider und werden vielfach im Bundesgebiet eingesetzt. Allein in Düsseldorf sind schon mehr als 105 Anlagen in Betrieb; Tendenz 120 Aufschaltungen in weniger als drei Jahren.
Um eine ordnungsgemäße Prüfung durchzuführen, hat die Feuerwehr Düsseldorf ein Prüfprotokoll erarbeitet, anhand dessen eine Prüfung aller geforderten Punkte in möglichst kurzer Zeit möglich ist.